# نوک‌شاخ ابلق خاوری
 نوک‌شاخ ابلق خاوری (نام علمی: Anthracoceros albirostris) نام یک گونه از تیره نوک‌شاخ است.